# Roberto Martín
Roberto Martín Uruel (Barbastro, España, 12 de agosto de 2006) es un futbolista español que juega como centrocampista en el Real Madrid Castilla C. F. de la Primera Federación.

## Selección nacional
El 24 de octubre de 2023 fue seleccionado en la lista definitiva de José Lana para representar a España en el Mundial sub-17 de Indonesia.

## Estadísticas

### Clubes
Actualizado al último partido disputado el 22 de enero de 2024.
| Club                                | Div.          | Temporada     | Liga  | Liga  | Liga   | Copas nacionales | Copas nacionales | Copas nacionales | Copas internacionales | Copas internacionales | Copas internacionales | Total | Total | Total  |
| Club                                | Div.          | Temporada     | Part. | Goles | Asist. | Part.            | Goles            | Asist.           | Part.                 | Goles                 | Asist.                | Part. | Goles | Asist. |
| ----------------------------------- | ------------- | ------------- | ----- | ----- | ------ | ---------------- | ---------------- | ---------------- | --------------------- | --------------------- | --------------------- | ----- | ----- | ------ |
| Real Madrid Castilla C. F. · España | 1.ª F         | 2023-24       | 0     | 0     | 0      | ―                | ―                | ―                | ―                     | ―                     | ―                     | 0     | 0     | 0      |
| Real Madrid Castilla C. F. · España | Total club    | Total club    | 0     | 0     | 0      | 0                | 0                | 0                | 0                     | 0                     | 0                     | 0     | 0     | 0      |
| Total carrera                       | Total carrera | Total carrera | 0     | 0     | 0      | 0                | 0                | 0                | 0                     | 0                     | 0                     | 0     | 0     | 0      |